# Josh Pais
Joshua Atwill Pais (ur. 21 czerwca 1958 w Nowym Jorku) – amerykański aktor i trener aktorstwa.

## Życiorys
Urodził się w Nowym Jorku jako syn Lili Lee (z domu Atwill), malarki i poetki oraz urodzonego w Holandii fizyka, profesora i pisarza Abrahama Paisa (zm. 2000). Jego ojciec pochodził z rodziny żydowskiej, a matka przeszła na judaizm.

## Filmografia

### Filmy
| Rok  | Tytuł                                                        | Rola                        | Uwagi                   |
| ---- | ------------------------------------------------------------ | --------------------------- | ----------------------- |
| 1989 | Szalony Megs (Jacknife)                                      | Rick                        |                         |
| 1990 | Wojownicze Żółwie Ninja (Teenage Mutant Ninja Turtles)       | mężczyzna w taksówce        | oraz jako głos Rafaello |
| 1990 | How to Be Louise                                             | Mike                        |                         |
| 1994 | The Second Greatest Story Ever Told (TV)                     | Joey Joesephson             |                         |
| 1996 | On Seventh Avenue (TV)                                       | Donny                       |                         |
| 1996 | I’m Not Rappaport                                            | Rodney                      |                         |
| 1998 | Sejfmeni (Safe Men)                                          | Mitchell                    |                         |
| 1998 | Hazardziści (Rounders)                                       | Weitz                       |                         |
| 1998 | Adwokat (A Civil Action)                                     | Law Clerk                   |                         |
| 1998 | Karma Local                                                  | Charlie                     |                         |
| 1999 | Koncert na 50 serc (Music of the Heart)                      | Dennis                      |                         |
| 2000 | Krzyk 3 (Scream 3)                                           | Wallace                     |                         |
| 2000 | Swimming                                                     | Neil Wheeler                |                         |
| 2001 | Złoty interes (Scotland, PA.)                                | Douglas McKenna             |                         |
| 2001 | Piękny umysł (A Beautiful Mind)                              | Profesor Princeton          |                         |
| 2002 | Telefon (Phone Booth)                                        | Mario                       |                         |
| 2002 | Porn 'n Chicken (TV)                                         | Profesor Hoffman            |                         |
| 2003 | Dróżnik (The Station Agent)                                  | Carl                        |                         |
| 2003 | Wszystko w rodzinie (It Runs in the Family)                  | Barney                      |                         |
| 2005 | Mały Manhattan (Little Manhattan)                            | Ronny                       |                         |
| 2005 | Spowiednik (Confess)                                         | Allen Kelner                |                         |
| 2005 | The Reality Trap                                             | Tom                         |                         |
| 2005 | Uznajcie mnie za winnego (Find Me Guilty)                    | Harry Bellman               |                         |
| 2005 | Unconscious                                                  | Warner Wilcott              |                         |
| 2007 | Zęby (Teeth)                                                 | Dr Godfrey                  |                         |
| 2007 | Rok psa (Year of the Dog)                                    | Robin                       |                         |
| 2007 | Uwaga Violet (Watching the Detectives)                       | Andy                        |                         |
| 2007 | Neal Cassady                                                 | Calbert Holt                |                         |
| 2008 | Szkoła zgorszenia (Assassination of a High School President) | Padre Newell                |                         |
| 2008 | Synekdocha, Nowy Jork (Synecdoche, New York)                 | Dr Eisenberg                |                         |
| 2008 | Wherever You Are                                             | Ira Bernstein               |                         |
| 2009 | Adventureland                                                | Pan Lewin                   |                         |
| 2009 | Reunion                                                      | Saul                        |                         |
| 2009 | Co w trawce piszczy? (Leaves of Grass)                       | Ken Feinman                 |                         |
| 2009 | Gentlemen Broncos                                            | Todd Keefe                  |                         |
| 2010 | Daj, proszę (Please Give)                                    | Adam                        |                         |
| 2010 | Inside Out                                                   | Larry                       | film krótkometrażowy    |
| 2011 | Agent ubezpieczeniowy (The Key Man)                          | Abe                         |                         |
| 2011 | Z dystansu (Detachment)                                      | Ojciec Meredith             |                         |
| 2012 | Arbitraż (Arbitrage)                                         | John Aimes                  |                         |
| 2012 | Remanent (Price Check)                                       | Doug                        |                         |
| 2012 | The Normals                                                  | Dr Honeysack                |                         |
| 2013 | Dotykalscy (Touchy Feely)                                    | Paul                        |                         |
| 2013 | Syrup                                                        | Davidson                    |                         |
| 2014 | Ten niezręczny moment (That Awkward Moment)                  | Fred                        |                         |
| 2014 | Przeprowadzka (5 Flights Up)                                 | Jackson                     |                         |
| 2014 | Duty                                                         | Ira                         | film krótkometrażowy    |
| 2015 | I Saw The Light. Historia Hanka Williamsa                    | Dore Schary                 |                         |
| 2015 | Rodzina Fangów (The Family Fang)                             | Freeman                     |                         |
| 2016 | Moja piekarnia na Brooklynie (My Bakery in Brooklyn)         | Alexander Johnson           |                         |
| 2017 | Crown Heights                                                | Prokurator okręgowy Mengano |                         |
| 2017 | W starym, dobrym stylu (Going in Style)                      | Chuck Lofton                |                         |
| 2018 | Grzeczny grzesznik (The Land of Steady Habits)               | Larry Eastwood              |                         |
| 2018 | I Was A Teenage Pillow Queen                                 | David                       |                         |
| 2019 | Osierocony Brooklyn (Motherless Brooklyn)                    | William Lieberman           |                         |
| 2019 | Joker                                                        | Hoyt Vaughn                 |                         |

### Seriale
| Rok       | Tytuł                                                                  | Rola                         | Uwagi |
| --------- | ---------------------------------------------------------------------- | ---------------------------- | --- |
| 1988      | Bill Cosby Show                                                        | Andy                         | sez. 4, odc. 17 |
| 1989      | Murphy Brown                                                           | sekretarz                    | sez. 1, odc. 18 |
| 1997–1998 | Star Trek: Stacja kosmiczna                                            | Gaila                        | sez. 5, odc. 18; sez. 6, odc. 10 |
| 1998      | Wydział zabójstw Baltimore                                             | koroner                      | sez. 6, odc. 11 |
| 1998      | Seks w wielkim mieście                                                 | Nick Waxler                  | sez. 1, odc. 2 |
| 1998      | Kruk: Droga do nieba (The Crow: Stairway to Heaven)                    | Myron                        | sez. 1, odc. 10 |
| 2000      | Ulica (The $treet)                                                     | Elliot Bando                 | sez. 1, odc. 4 |
| 2001      | Zawód glina (The Job)                                                  | Mark                         | sez. 1, odc. 6 |
| 2004      | Hope & Faith                                                           | Harvey Zak                   | sez. 1, odc. 20 |
| 2005      | Wołanie o pomoc (Rescue Me)                                            | Leon                         | sez. 2, odc. 6 |
| 2006      | Rodzina Soprano (The Sopranos)                                         | Zev Charney                  | sez. 6, odc. 5 |
| 2003–2007 | Prawo i porządek: Zbrodniczy zamiar (Law & Order: Criminal Intent)     | Ralph Friedman Noah Brezner  | sez. 3, odc. 9 sez. 7, odc. 4 |
| 2007      | The Bronx Is Burning                                                   | Phil Pepe                    | sez. 1, odc. 2–3, 5 |
| 2007      | Układy (Damages)                                                       | George Berber                | sez. 1, odc. 6 |
| 1990–2009 | Prawo i bezprawie (Law & Order)                                        | M.E. Borak                   | sez. 1, odc. 8, 17; sez. 3, odc. 17; sez. 4, odc. 8; sez. 5, odc, 4; sez. 6, odc. 6; sez. 7, odc. 22; sez. 8, odc. 7, 10; sez. 10, odc. 9; sez. 12, odc. 9, 16, 23; sez. 13, odc. 3 |
| 2009      | Michael & Michael Have Issues                                          | Jim Biederman                | sez. 1, odc. 1–7 |
| 2010      | Outlaw                                                                 | Doc Levin                    | sez. 1, odc. 1, 3 |
| 2011      | Jak to się robi w Ameryce (How to Make It in America)                  | Garrett                      | sez. 2, odc. 2 |
| 2012      | Dwie spłukane dziewczyny (2 Broke Girls)                               | Leo                          | sez. 1, odc. 20 |
| 2012      | NYC 22                                                                 | Maxwell Tanner               | sez. 1, odc. 10 |
| 2013      | Świry (Psych)                                                          | Dr Richard Umma              | sez. 7, odc. 14 |
| 2014      | Żona idealna (The Good Wife)                                           | Henry Lampe                  | sez. 5, odc. 12 |
| 2014      | Alpha House                                                            | Owen Lefkowitz               | sez. 2, odc. 10 |
| 2015      | Sex&Drugs&Rock&Roll                                                    | Ira Feinbaum                 | sez. 1, odc. 1–4, 6, 8–10 |
| 2000–2016 | Prawo i porządek: sekcja specjalna (Law & Order: Special Victims Unit) | Robert Sorenson Hank Abraham | sez. 1, odc. 20; sez. 2, odc. 5; sez. 3, odc. 3 sez. 15, odc. 6, 14, 18; sez. 16, odc. 9; sez. 17, odc. 4–5, 15                                                                     |
| 2015–2016 | Younger                                                                | Todd Heller                  | sez. 1, odc. 10–11, sez. 2, odc. 3; sez. 3, odc. 12 |
| 2018      | W potrzebie (High Maintenance)                                         | Ira                          | sez. 2, odc. 8 |
| 2018      | Maniac                                                                 | Andy                         | sez. 1, odc. 1, 5, 7 |
| 2019      | Opowieści z San Francisco (Tales of the City)                          | Doug                         | sez. 1, odc. 9 |
| 2019      | Pani Fletcher (Mrs. Fletcher)                                          | Barry                        | sez. 1, odc. 1 |
| 2013–2019 | Ray Donovan                                                            | Stu Feldman                  | sez. 1, odc. 1–6, 8; sez. 7, odc. 1–2 |